# 마이즈루 지방대
마이즈루 지방대(舞鶴地方隊 마이즈루키치[*], 영어: JMSDF Maizuru District)는 교토부 마이즈루시 마이즈루 기지에 주둔하고 있는 지방대이다.
1952년 8월 1일, 보안청 경비대의 설립과 함께 마이즈루 지방대도 창설되었다. 2년 뒤, 보안청 경비대의 해상자위대로의 재편성에 따라 해상자위대로 소속이 전환되었다.
2009년 5월, 대한민국 해군 제1함대와 교류 및 협력 강화를 맺었다.

## 편성
- 마이즈루 지방 총감부
- 제44소해대
  - JS 스가시마 (MSC-681)
  - JS 노도지마 (MSC-682)
- 다용도 지원함
  - JS 히우치 (AMS-4301)
- 마이즈루 교육대
- 마이즈루 경비대
  - 제2미사일정대
    - JS 하야부사 (PG-824), JS 우미타카 (PG-828)

  - 마이즈루 육경대
  - 마이즈루 항무대
  - 마이즈루 수중 처분대
  - 니이가타 기지 분견대
- 마이즈루 탄약정비보급소
- 마이즈루 조수보급소
- 마이즈루 기지업무대
- 마이즈루 음악대
- 마이즈루 위생대

## 참고
1. ↑  “海軍第１艦隊、日本の舞鶴地方隊と交流・協力強化へ” (일본어). 연합뉴스. 2009년 5월 26일. 2012년 3월 7일에 확인함.